# Gare de La Plaine-Voyageurs
Ne doit pas être confondu avec Gare de La Plaine - Stade de France ou Gare de La Plaine-Tramways.
La gare de La Plaine-Voyageurs, ou gare du pont de Soissons, est une ancienne gare ferroviaire française de la ligne de La Plaine à Hirson et Anor (frontière), située dans la commune de Saint-Denis (département de la Seine-Saint-Denis).
Elle ne doit être confondue ni avec la gare de La Plaine-Tramways, située plus au sud-ouest, ni avec la gare de La Plaine - Stade de France, située à 400 mètres plus au nord-est, mise en service en 1998 en remplacement de La Plaine-Voyageurs.

## Situation ferroviaire
La gare était située au point kilométrique (PK) 4,106 de la ligne de La Plaine à Hirson et Anor (frontière). Le bâtiment voyageurs est situé à 400 mètres au sud-ouest de l'actuelle gare de La Plaine  - Stade de France.
Les voies sont établis en viaduc dans ce secteur, afin de permettre le franchissement de la route nationale 1 (pont de Soissons) ; le bâtiment voyageurs est donc situé en contrebas des voies. Établi à l'extrémité sud des quais, il ne permettait pas l'accès direct aux quais qui se trouvaient entre les deux paires de voies. Les deux quais centraux mesurent 242 m.

## Histoire
La ligne de Paris à Soissons et jusqu'à la frontière belge ouvre dans les années 1860. Afin de desservir La Plaine Saint-Denis, alors en cours d'urbanisation du fait du développement de l'industrie, un premier arrêt ouvre sur cette ligne[Quand ?]. Situé juste après le pont sur la route nationale 1, il prend le nom d'arrêt du pont de Soissons. Saturée, la ligne fait l'objet d'un quadruplement entre Paris et Aulnay-sous-Bois afin d'assurer une meilleure régularité. Dans le cadre de ces travaux, il est prévu un temps de supprimer l'arrêt du pont de Soissons. Mais les travaux s'achèvent en 1913 et la gare est conservée, avec un bâtiment voyageurs reconstruit à cette occasion, comme l'indique la date sur le fronton.
Le 11 mai 1912, le préfet du département de la Seine demande que le conseil municipal de Saint-Denis donne son avis sur une proposition de la Compagnie du chemin de fer du Nord aux termes de laquelle le point d'arrêt dénommé La Plaine-Saint-Denis devrait être renommé La Plaine-Tramways et la station du pont de Soissons renommée La Plaine-Saint-Denis (gare de La Plaine-Voyageurs). Le conseil municipal accepte cette proposition le 12 juillet 1912. La gare est finalement renommée La Plaine-Voyageurs[Quand ?].
En 1981, elle devient une gare de la ligne B du RER. Au milieu des années 1990, la gare est desservie aux heures de pointe par quatre trains dans le sens de la pointe (de la périphérie vers Paris le matin et inversement le soir) et huit trains dans le sens de la contrepointe. Trop exiguë et éloignée pour desservir le nouveau stade de France, la gare ferme en 1998 au moment de l'ouverture de la gare de La Plaine - Stade de France. Le bâtiment voyageurs, ainsi que les quais sont conservés, mais abandonnés. Elle est rouverte exceptionnellement pour les championnats du monde d'athlétisme 2003 afin d'assurer les déplacements des équipes de sportifs depuis la cité internationale universitaire de Paris. Pour l'occasion, elle est renommée « Gare de l’Athlétisme ».
En décembre 2015, elle trouve une nouvelle vie comme local associatif géré par la ville de Saint-Denis.

La gare dans les années 2000-2010
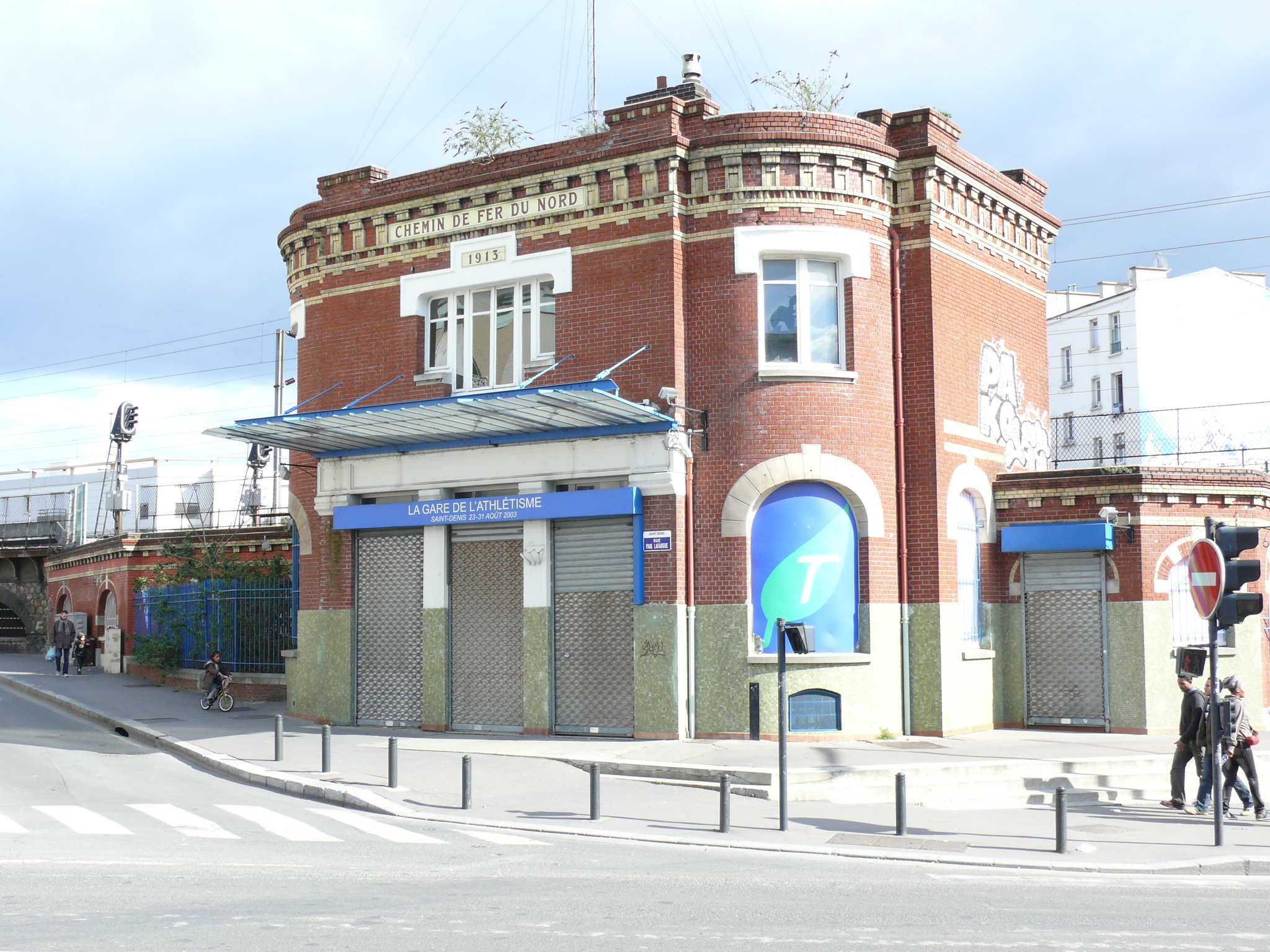
La gare en 2008, décorée pour les championnats du monde d'athlétisme 2003.
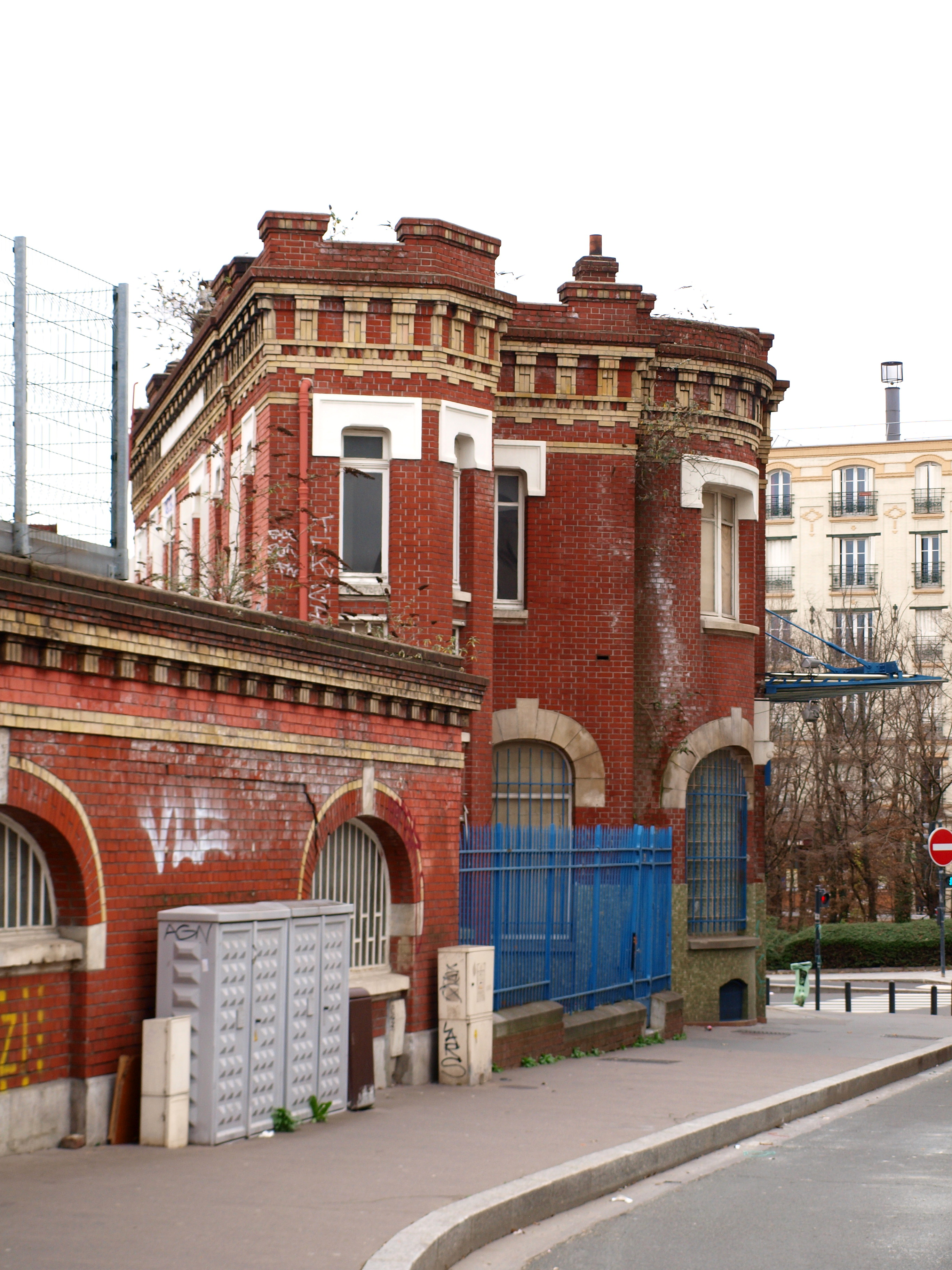
Le côté de la gare en 2014.
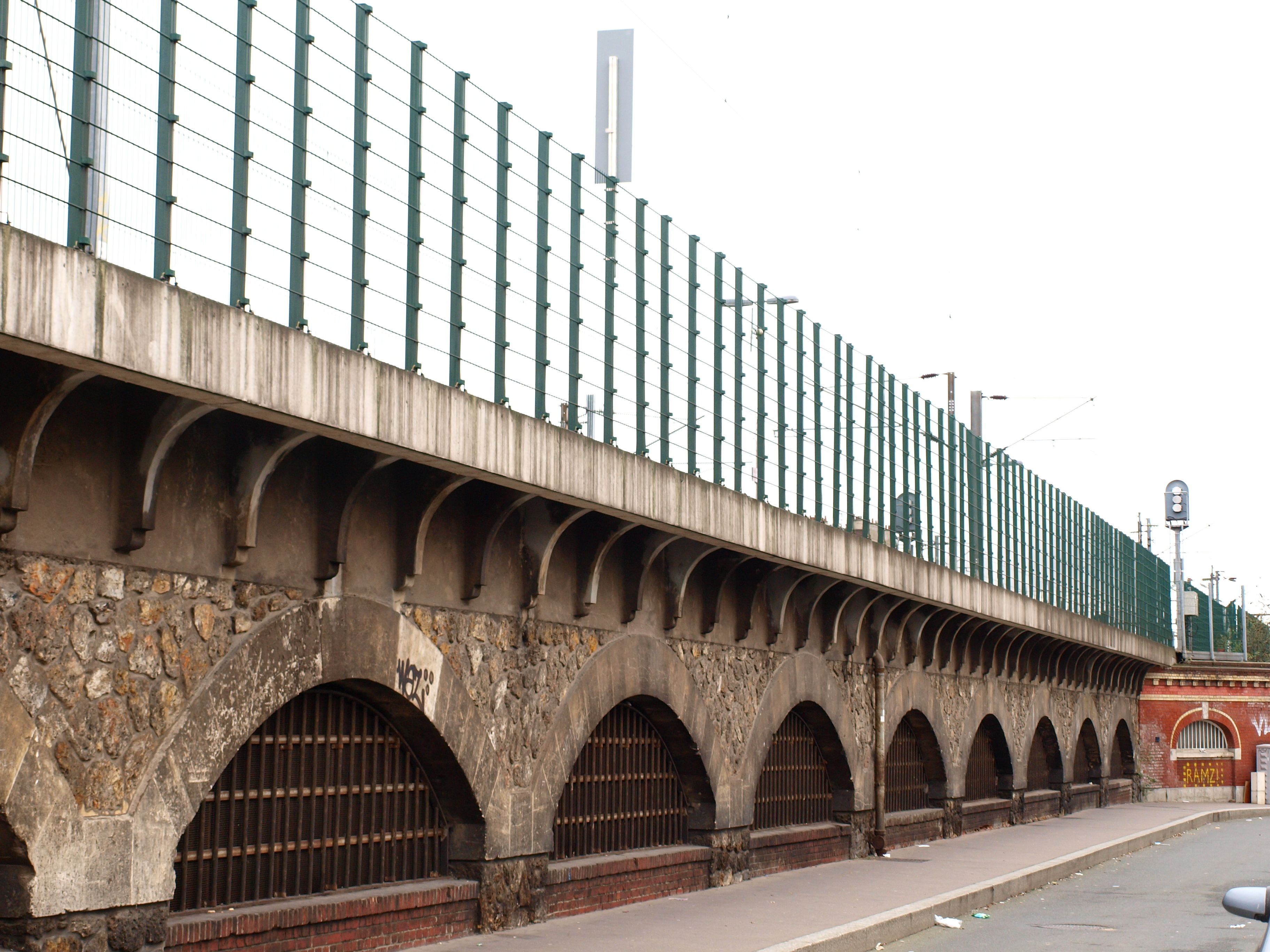
Le viaduc soutenant les voies et les quais.

Depuis sa fermeture, la végétation pousse sur les quais abandonnés et les escaliers d'accès condamnés.